# Cacophrissus pubescens
Cacophrissus pubescens är en skalbaggsart som beskrevs av Chemsak och Linsley 1963. Cacophrissus pubescens ingår i släktet Cacophrissus och familjen långhorningar. Inga underarter finns listade.